# Lex van Delden
Lex van Delden (født Alexander Zwaap, 10. september 1919 i Amsterdam, Holland, død 1. juli 1988) var en hollandsk komponist.
Delden har komponeret 8 symfonier, orkesterværker, kammermusik og koncerter for forskellige instrumenter.

## Udvalgte værker
- Symfoni nr. 1 "Strømmen, Mei" (1940 rev. 1954) - for sopran, kor, 8 instrumenter og slagtøj
- Symfoni nr. 2 "Legende Symfoni" (1953) - for orkester
- Symfoni nr. 3 "Facetter" (1955) - for orkester
- Symfoni nr. 4 (1957) - for orkester
- Symfoni nr. 5 (1959) - for orkester
- Symfoni nr. 6 (1963) - for orkester
- Symfoni nr. 7 "Symfoni Koncertante" (1964) - for 11 blæseinstrumenter.
- Symfoni nr. 8 (1964) - for strygeorkester
- "Symfonisk musik" (1967) - for orkester
- "Til minde om" (1953) - for orkester